# Fritz Runge (Botaniker)
Fritz Runge (* 13. Oktober 1911 in Bocholt; † 23. Juni 2000 in Hennef) war ein deutscher Botaniker und Naturschützer, der vor allem in Westfalen tätig war. Er machte sich durch zahlreiche naturwissenschaftliche Veröffentlichungen einen Namen.

## Leben und Wirken
Runge wuchs in Münster auf, wo er zunächst die Volksschule und dann das Gymnasium besuchte. Anschließend studierte er in Münster und Berlin. 1939 promovierte er an der Wilhelms-Universität in Münster über die Waldgesellschaften der inneren Münsterschen Bucht. Seit 1950 war er am Landesmuseum für Naturkunde in Münster, dem er auch nach seiner Pensionierung verbunden blieb, als Fachreferent tätig.  
Zu seinen wichtigsten Veröffentlichungen gehört die von ihm erstellte Flora Westfalens, die seit 1955 in vier Auflagen erschien, sowie das als Exkursionstaschenbuch konzipierte Werk über  Die Pflanzengesellschaften Westfalens, das später erheblich erweitert wurde und schließlich den gesamten mitteleuropäischen Raum abdeckte. Es erschien in insgesamt 13. Auflagen. Ein breites Publikum erreichte er mit seinem populärwissenschaftlich angelegten Buch über Die Naturschutzgebiete Westfalens, das, erstmals 1955 publiziert, 1982 in vierter Auflage erschien. Bis heute ist es das einzige Werk geblieben, das einen Gesamtüberblick über alle seinerzeit unter Naturschutz stehenden Gebiete dieses Landstriches lieferte. Daher bietet es auch heute noch wertvolle Informationen.
Der gebürtige Westfale befasste sich aber auch in zahlreichen Urlauben mit floristischen Untersuchungen und gab etliche Führer über die Natur mehrerer Nordseeinseln (u. a. Baltrum, Borkum, Helgoland, Langeoog, Wangerooge) heraus, die sich bei Urlaubern großer Beliebtheit erfreuten und in zahlreichen Auflagen erschienen. 
Von 1950 bis 1976 leitete Fritz Runge zudem die Fachstelle Naturkunde und Naturschutz im Westfälischen Heimatbund. Seinem Engagement ist es zu verdanken, dass das durch den Autobahnbau bedrohte Naturschutzgebiet Bleikuhlen  bei Blankenrode erhalten blieb.
Fritz Runge war seit 1946 mit der Pilzkundlerin Annemarie Runge (1922–1994) verheiratet.

## Ehrungen
1976: Ehrenmitglied der Floristisch-soziologischen Arbeitsgemeinschaft

## Veröffentlichungen von Fritz Runge (Auswahl)
- 1940: Die Waldgesellschaften des Inneren der Münsterschen Bucht (Dissertation), Münster
- 1955: Die Flora Westfalens, Münster (2. Auflage 1972, 3. Auflage 1990)
- 1955: Ein Rundgang durch das Naturschutzgebiet „Heiliges Meer“ (Kreis Tecklenburg). Altmeppen, Rheine. 24 Seiten. (2. Aufl. 1962, 3. Aufl. 1968, 4. Aufl. 1973, 5. Aufl. 1985, Grobbel, Fredeburg)
- 1958: Die Naturschutzgebiete Westfalens (2., erweiterte Auflage 1961 unter dem Titel Die Naturschutzgebiete Westfalens und des Regierungsbezirks Osnabrück, 3. Auflage 1978 und 4. Auflage 1982: Die Naturschutzgebiete Westfalens und des früheren Regierungsbezirks Osnabrück)
- 1960: Kleiner Baltrum-Führer, Rheine (4. Aufl. 1965, 5. Aufl. 1967, 6. Aufl. 1969, 7. Aufl. 1971, 8. Aufl. 1973, 9. Aufl. 1976, 10. Aufl. 1978, 11. Aufl. 1981, 12. Aufl. 1983, 13. Aufl. 1985, 14. Aufl. 1988, 15. Aufl. 1990, 16. Aufl. 1995)
- 1961: Die Pflanzengesellschaften Westfalens, Münster (2. Auflage unter dem Titel: Die Pflanzengesellschaften Westfalens und Niedersachsens, 3. Auflage als: Die Pflanzengesellschaften Deutschlands, ab der 6./7. Auflage 1980 bis zur 12./13. Auflage 1994: Die Pflanzengesellschaften Mitteleuropas)
- 1961: Kleiner Juist-Führer, Rheine (3. Aufl. 1966, 4. Aufl. 1968, 5. Aufl. 1971, 7. Aufl. 1976, 8. Aufl. 1978, 9. Aufl. 1980, 10. Aufl. 1982, 11. Aufl. 1985, 12. Aufl. 1988, 13. Aufl. 1990, 14. Aufl. 1994, 15. Aufl. 1998).
- 1962: Kleiner Langeoog-Führer, Rheine (2. Aufl. 1964, 3. Aufl. 1966, 4. Aufl. 1968, 5. Aufl. 1970, 6. Aufl. 1972, 7. Aufl. 1974, 9. Aufl. 1978, 10. Aufl. 1980, 11. Aufl. 1982, 13. Aufl. 1986, 14. Aufl. 1988, 15. Aufl. 1990, 17. Aufl. 1994, 18. Aufl. 1998).
- 1963: Kleiner Wangeroog-Führer, Rheine (2. Aufl. 1965, 3. Aufl. 1967, 4. Aufl. 1969, 5. Aufl. 1971, 6. Aufl. 1973, 7. Aufl. 1974, 8. Aufl. 1977, 9. Aufl. 1979, 11. Aufl. 1985, 12. Aufl. 1989, 13. Aufl. 1993)
- 1964: Kleiner Helgoland-Führer, Rheine. (2. Aufl. 1971, 3. Aufl. 1978)
- 1968: Kleiner Borkum-Führer, Rheine. (2. Aufl. 1972, 3. Aufl. 1973)
- 1978: Änderungen in den Naturschutzgebieten Westfalens und des Regierungsbezirks Osnabrück in den letzten 20 Jahren In: Mitt. LÖLF NRW 3: 271-276
- 1979: Rote Liste der in NW gefährdeten Arten von Farn- und Blütenpflanzen (Pteridophyta et Spermatophyta). In: Rote Liste der in Nordrhein-Westfalen gefährdeten Pflanzen und Tiere - Schriftenreihe LÖLF NW 4: 19-34 (mit E. FOERSTER, W. LOHMEYER, E. PATZKE).
- 1982: Die Naturdenkmäler, Natur- und Landschaftsschutzgebiete des Kreises Steinfurt (Schriftenreihe des Kreises Steinfurt, Band 2), Steinfurt
- 1988: Florenliste von Nordrhein-Westfalen. 2. Aufl. - Schriftenreihe LÖLF NW 7. 128 Seiten. Recklinghausen (mit zahlreichen Autoren).
- 1991: Die Pflanzengesellschaften des Naturschutzgebietes "Heiliges Meer" und ihre Änderungen in den letzten 90 Jahren (Natur und Heimat, Jg. 51, Beiheft), Münster

## Veröffentlichen über Fritz Runge
- Heinz Rehage Zum Gedenken an Dr. Fritz Runge (13. Oktober 1911 bis 23. Juni 2000). In: Natur u. Heimat, 60. Jahrgang, Heft 3, 2000